# Féli Delacauw
Féli Petra Delacauw (* 4. April 2002 in Snellegem) ist eine belgische Fußballspielerin. Seit Mai 2024 ist sie Vertragsspielerin der TSG 1899 Hoffenheim und seit Februar 2021 A-Nationalspielerin.

## Karriere

### Vereine
Féli Delacauw spielte in der Saison 2019/20 erstmals im Seniorinnenbereich Vereinsfußball. Für den Erstligisten KAA Gent Ladies bestritt sie bis Saisonende 2021/22 38 Punktspiele, in denen sie elf Tore erzielte.
Vom 1. Juli 2022 bis zum 30. Juni 2024 gehörte sie der niederländischen Frauenfußballabteilung von Fortuna Sittard an. In der Eredivisie, bestritt sie 34 Punktspiele, in denen sie zehn Tore erzielte. Ihr Debüt in der höchste Spielklasse gab sie zum Saisonstart am 16. September 2022 bei der 0:4-Niederlage im Auswärtsspiel gegen Ajax Amsterdam. Ihr erstes von vier Saisontoren erzielte sie am 30. September 2022 (3. Spieltag) beim 5:2-Sieg im Auswärtsspiel gegen die Frauenfußballabteilung von PEC Zwolle mit dem Treffer zum 4:2 in der 70. Minute. Mit ihrer Mannschaft erreichte sie das Finale um den KNVB-Pokal, das in Tilburg mit 1:3 gegen Ajax Amsterdam am 20. Mai 2024 verloren wurde; mit dem Anschlusstreffer zum 1:2 in der 65. Minute erzielte sie das einzige Tor ihrer Mannschaft.
Am 6. Mai 2024 wurde ihre Verpflichtung zur Saison 2024/25 auf der Website des Bundesligisten TSG 1899 Hoffenheim öffentlich; sie wurde bis zum 30. Juni 2026 unter Vertrag genommen.

### Nationalmannschaft
Delacauw spielte zunächst für die Nachwuchsmannschaften des KBFV und durchlief die Altersklassen U15 bis U19. Ihr Debüt in der A-Nationalmannschaft gab sie am 21. Februar 2021 in Aachen bei der 0:2-Niederlage gegen die A-Nationalmannschaft Deutschlands mit Einwechslung für Lenie Onzia in der 85. Minute.
Sie gehörte zum Kader für die vom 6. bis 31. Juli 2022 in England anstehende Europameisterschaft und wurde in den ersten beiden Spielen der Gruppe D als Einwechselspielerin eingesetzt. Des Weiteren nahm sie mit ihrer Mannschaft an der zweiten Austragung des Turniers um den Arnold Clark Cup 2023 teil. Von vier teilnehmenden Mannschaften erreichte ihre den zweiten Platz.

## Erfolge
- Zweiter Arnold-Clark-Cup 2023
- Viertelfinalist Europameisterschaft 2022
- Niederländischer Pokal-Finalist 2024